# Ле Виње (Фиренца)
Ле Виње је насеље у Италији у округу Фиренца, региону Тоскана.
Према процени из 2011. у насељу је живело 45 становника. Насеље се налази на надморској висини од 101 м.